# Harpagophytum procumbens
L'harpagòfit és una planta herbàcia originària del desert del Kalahari que s'ha utilitzat popularment per la seva acció antiinflamatòria especialment útil en processos inflamatoris crònics.
El nom científic és Harpagophytum procumbens Burc DC. i pertany a la família de les pedaliàcies (Pedaliaceae). Tot i això també se la coneix per altres noms: uns de científics com Uncaria procumbens o Harpagophytum burchellii Decne i d'altres de coneixement popular com poden ser harpagòfit o urpa del dimoni.
El mot «harpagophytum» fa referència al fruit en forma d'urpa (ja que harpago vol dir ganxo) i el mot “procumbens” ens indica que la tija és reptant (creix en paral·lel amb el terra). El nom popular d'Urpa del dimoni se li va donar, ja que els fruit de l'harpagòfit tenen uns ganxos que serveixen per enganxar-se als pelatges dels animals i així poder disseminar-se, quan aquests s'enganxen a un animal això li provoca un dolor que fa que l'animal salti com si es trobés posseït pel dimoni.

## Distribució geogràfica i hàbitat
Planta originària d'Àfrica meridional, creix principalment sobre terrenys argilosos i sorrencs del desert del Kalahari, Namíbia i l'illa de Madagascar.
No la trobem de forma espontània en el principat, ja que no és una planta autòctona.

## Descripció botànica
Es tracta d'una planta herbàcia i vivaç, perenne i que creix reptant per terra.
La part herbàcia pot mesurar entre 30 i 60 cm, mentre que l'arrel principal pot endinsar-se en el terra fins a 1,5m.
Les arrels consten d'una rel principal molt llarga de la que en surten unes rels secundàries que presenten uns engruiximents, es tracta d'una arrel molt tuberificada. Aquests engruiximents són, els que un cop dessecats constitueixen la droga vegetal. La tija té consistència herbàcia i creix reptant molt a prop del terra. Les fulles són llargament peciolades (el pecíol pot arribar a mesurar entre 30 i 45 mm), amb forma ovada i marge dentat. Mesuren aproximadament 7 cm de llarg i 4,5 cm d'ample. Presenten pilositat només en el revers de la fulla.
Es tracta d'una espècie monoica, això vol dir que les flors són hermafrodites; aquestes es troben aïllades sense formar inflorescències.
La flor és zigomorfa, la seva forma recorda a una trompeta i és de color porpra.
El calze està format per 5 sèpals lliures que es troben sobre una base amb el mateix nombre de lòbuls, la corol·la és gamopètala i bilabiada, formada per 5 pètals.
L'androceu està format per dos estams epipètals, el gineceu consta de dos carpels i un ovari súper. Els fruits són unes càpsules dehiscents que tenen uns apèndixs amb ganxos, poden arribar a mesurar fins a 10 cm i tenen consistència coriàcia. Aquests fruits es disseminen quan s'enganxen al pelatge dels animals autòctons.
La droga està constituïda pels engruiximents que es troben presents en les rels secundàries. Aquests engruiximents poden tenir mides variables, es dessequen un cop recol·lectats i es tallen a rodanxes (tal·leoles). La millor època de recol·lecció és la tardor, encara que aquesta sòl ser difícil degut a la profunditat de fins a 1,5 m que pot assolir la rel.

## Composició química

### Iridoides
Entre 1 – 3%, principalment hi trobem l'harpagòsid, l'harpàgid i el procúmbid. La seva concentració és dues vegades superior en les rels secundàries respecte a les rels primàries, no se'n troben a les parts aèries.

### Glucòsids fenòlics
En destaquen el verbacòsid, el acteòsid, el isoacteòsid i el biòsid, tot i això els trobem en més baixa concentració.

### Altres
Hi trobem traces d'oli essencial, de triterpens pentacíclics, aminoàcids i sucres.

## Acció farmacològica
S'usen principalment pel tractament d'afeccions digestives, ja que conté amargs que ajuden a la digestió i pel tractament d'inflamacions cròniques degut a la presència d'iridoides.

### Activitat antiinflamatòria
Es creu que aquesta activitat és deguda a la semblança que presenten els iridoides amb les prostaglandines, també s'ha vist que l'activitat antiinflamatòria és més potent quan s'administren els extractes totals que quan administrem els iridoides sols.

### Activitat digestiva
Els flavonoides en combinació amb l'oli essencial i els àcids fenòlics exerceixen una acció colerètica, això fa que indirectament tinguin una certa acció hipocolesteromiant i laxant. A més l'administració de decoccions fa que tingui un efecte eupèptic degut als seus principis amargs.

## Ús medicinal
S'utilitza principalment per al tractament de malalties inflamatòries cròniques com l'artritis reumatoide, l'artrosi i la gota; però també es dona per tractar problemes digestius com còlics intestinals, biliars i renals i per ajudar a baixar els nivells elevats de colesterol.

## Ús etnomedicinal i popular
En pacients sotmesos a tractament crònic amb AINE's i que comencen a prendre com a coadjuvant arrel d'harpagòfit poden arribar a disminuir fins a un 30% la dosi d'antiinflamatori disminuint així el risc d'aparició d'algun efecte secundari.
Com a ús popular cal destacar la preparació d'una pomada que utilitzen els natius per ajudar a cicatritzar qualsevol tipus de ferida, però a més també la utilitzen en decoccions com a: analgèsic (pels dolors del part), antigotós, antireumàtic, antiespasmòdic, colerètica i com a hipoglucemiant. Tot i això alguns d'aquests usos no estan recolzats científicament.

## Efectes adversos o tòxics
En general els preparats d'harpagòfit són ben tolerats per la majoria dels pacients, però a vegades s'ha observat que certs pacients quan inicien el tractament manifesten cefalea frontal matinal, brunzits, anorèxia i pèrdua del sentit del gust. Tot i això un cop s'ha suspès el tractament aquests efectes desapareixen. L'administració en sobredosis pot ocasionar lesions hepàtiques, es considera sobredosi quan s'administren més de 13,5 g/kg per via oral.

## Formes galèniques

### Infusió
4,5 g de droga en 300 ml d'aigua bullent. Es deixa en contacte i a temperatura ambient durant vuit hores i després es filtra.

### Decocció
S'afegeixen tres cullerades de postres de rels secundàries triturades en 750 ml d'aigua, ho fem bullir durant 3 minuts, es deixa macerar durant 10-15 hores i finalment es consumeix en tres preses diàries.

### Extracte sec
Es recomana prendre de 2-3 g diaris repartits en tres preses, es pot consumir durant dos mesos consecutius.

### Extracte fluid
Se'n prenen de 10 a 30 gotes tres cops al dia entre els àpats.

### Tintura
S'administren entre 0,5 – 1 ml tres cops al dia.